# Дънкан Джоунс
Дънкан Джоунс (на английски: Duncan Jones) е английски режисьор и сценарист, носител на награда на БАФТА и награда „Хюго“. Известни филми режисирани от него са „Луна“, „Първичен код“ и „Warcraft: Началото“.

## Биография
Дънкан Джоунс е роден на 30 май 1971 година в Лондон в семейството на рок звездата Дейвид Боуи и американската манекенка Анджела Боуи. Неговото раждане подтиква Дейвид Боуи да напише песента „Kooks“ през 1971 г., включена в албума „Hunky Dory“. Джоунс е полубрат на Александрия „Lexi“ Джоунс (родена през 2000 г.), от втори брак на баща му и манекенка Иман.
Джоунс прекарва известно време и расте в Берлин, Лондон, и Вевей (Швейцария), където учи първия и втори клас в Commonwealth American School в Лозана.
Когато баща му се развежда с майка му през февруари 1980 г., на Дейвид Бауи е предоставено упражняването на родителските права и деветгодишният Джоунс (който тогава е бил известен като „Зоуи“) посещава майка си за своите училищни ваканции. На 14-годишна възраст той се записва в шотландски училище-интернат „Гордънстоун“.
Около 12-годишна възраст „Зоуи“ решава, че предпочита да се нарича „Джоуи“ и използва този псевдоним за известно време, докато той бива намален до „Джо“ в късните му тийнейджърски години.
През 1992 г. пресата съобщава, че „Джо“ ще бъде кум на сватбата между баща му Дейвид Бауи и манекенката Иман. Докато расте, Джоунс мечтае да стане професионален борец, а баща му често го хвали като го нарича „естествена сила“. Според Ню Йорк Таймс Дънкан се връща към рожденото си име на около 18-годишна възраст.
През 1995 г. той се дипломира с бакалавърска степен по философия от колежа на Устър в Охайо. След това записва докторантура в университета „Вандербилт“ в Тенеси, но напусна преди завършването и се записва в Лондонското филмово училище, където се дипломира през 2001 г. със специалност режисура.

## Личен живот
На 28 юни 2012 г. Джоунс обявява годежа си с фотографката Родин Ронкильо (Rodene Ronquillo). Те се женят на 6 ноември 2012 г. На същия ден Ронкильо е била диагностицирана с рак на гърдата. Двойката води кампании за повишаване на информираността за заболяването и за ранна диагностика.

## Филмография
- „Whistle“ (сценарист, режисьор и продуцент, късометражен, 2003)
- „Луна“ (сценарист, режисьор, 2009)
- „Първичен код“ (режисьор, 2010)
- „Warcraft: Началото“ (сценарист, режисьор, 2016)